# Francesco Albanese
Francesco Albanese (Torre del Greco, Nàpols, 13 d'agost de 1912 - Roma, 11 de juny de 2005) va ser un tenor, sobretot relacionat amb el repertori italià.
Albanese va estudiar a Roma amb Francesco Salfi, i va fer el seu debut el 1940 al Teatro dell'Opera di Roma, com a Evandro a Alceste de Gluck, on va romandre fins al 1942, també cantant Almaviva, Fenton, Rinuccio. El 1942, va fer el seu debut amb Alceste a La Fenice de Venècia, va cantar després al Maggio Musicale Fiorentino, al Teatre La Scala de Milà i al Gran Teatre del Liceu de Barcelona.
Va actuar molt sovint amb la seva esposa la soprano Ofelia Fineschi.